# Баткен
Баткен (на киргизки: Баткен) е град в Киргизстан, административен център на Баткенска област и едноименния район. Разположен е в Югозападен Киргизстан, на около 240 км западно от град Ош. Градът има население от 12 134 души (по данни от 2009 г.).

## История
Село Баткен е образувано през април 1934, като районен център на едноименния Баткенски район. През 1999 година след редица нападения на проислямистки групировки и с цел повишаване ефективното управление на тези райони западните части на Ошка област са преобразувани в отделна Баткенска област с административен център в Баткен. Във връзка с това село Баткен през 2000 година е обявено за град, чието население през 2000 година е наброявало 10 987 жители. През 2001 година административно към града са присъединени още 3 близки села.